# 徐景文 (台灣)
徐景文（1962年6月24日—），中華民國政治人物，民主進步黨籍，健行工專（現為健行科技大學）畢業，元智大學管理研究所碩士。現任桃園市議員。

## 經歷
徐景文於2002年當選桃園縣議員，後連任2屆。2014年參選桃園市議員時落敗，2016年時獲民進黨徵召參選桃園市第三選舉區立法委員，以390票的差距再度落選。
2018年時再度參選桃園市議員，當選並連任至今。

## 選舉紀錄
| 年度 | 選舉屆數               | 選舉區           | 所屬政黨   | 得票數 | 得票率 | 當選標記 | 備註 |
| ---- | ---------------------- | ---------------- | ---------- | ------ | ------ | -------- | ---- |
| 2002 | 第十五屆桃園縣議員選舉 | 桃園縣第七選舉區 | 民主進步黨 | 5,556  | 5.21%  |          |      |
| 2005 | 第十六屆桃園縣議員選舉 | 桃園縣第七選舉區 | 民主進步黨 | 9,415  | 6.19%  |          |      |
| 2009 | 第十七屆桃園縣議員選舉 | 桃園縣第七選舉區 | 民主進步黨 | 11,539 | 8.13%  |          |      |
| 2014 | 第一屆桃園市議員選舉   | 桃園市第七選舉區 | 民主進步黨 | 8,352  | 4.62%  |          |      |
| 2016 | 第九屆立法委員選舉     | 桃園市第三選舉區 | 民主進步黨 | 77,120 | 44.48% |          |      |
| 2018 | 第二屆桃園市議員選舉   | 桃園市第七選舉區 | 民主進步黨 | 11,380 | 6.06%  |          |      |
| 2022 | 第三屆桃園市議員選舉   | 桃園市第七選舉區 | 民主進步黨 | 9,647  | 4.92%  |          |      |

## 外部連結
- 桃園縣議會 （页面存档备份，存于）